# マイク・リドル
マイク・リドル（Mike Riddle、1986年6月17日 - ）は、カナダ・アルバータ州エドモントン出身のフリースキーヤー。2014年にソチで開催されたソチオリンピックではハーフパイプで銀メダルを獲得。カナダのハーフパイプナショナルチーム所属。

## 生い立ち
カナダアルバータ州の州都であり、州内ではカルガリーに次ぐ第2の都市であるエドモントン生まれ。大学ではビジネスを専門に学ぶ。

## 趣味
テニス・ゴルフ・バイク

## 成績
2014年にソチで開催されたソチオリンピックではハーフパイプで銀メダルを獲得。Winter X Gamesには過去9回出場しているがメダルは獲得していない。
- X Games Aspen 2015  SKI SuperPipe  8th
- X Games Aspen 2014  SKI SuperPipe  4th
- Winter X Games Tignes 2013  SKI SuperPipe  4th
- Winter X Games Aspen 2013  SKI SuperPipe  14th
- Winter X Games Aspen 2012  SKI SuperPipe  7th
- Winter X 2011  SKI SuperPipe  15th
- Winter X 2010  SKI SuperPipe  15th
- Winter X 2010  SKI High Air  4th
- Winter X 2009  SKI SuperPipe  12th
- Winter X 2008  SKI SuperPipe  6th
- Winter X 2007  SKI SuperPipe  11th

## その他
一番好きなワールドカップ開催地は日本。理由は文化・食べ物・雪質・スキー場の地形が好きだから。好きな食べ物はプライムリブ。

## スポンサー
- アトミック
- ザ・ノース・フェイス
- w:Giro
- ロックスター
- w:Rockwell
- w:Toyo Tires